# Associazione Sportiva Foligno 1939-1940
Questa voce raccoglie le informazioni riguardanti l'Associazione Sportiva Foligno nelle competizioni ufficiali della stagione 1939-1940.

## Rosa
| N. |                   | Ruolo | Calciatore          |
| -- | ----------------- | ----- | ------------------- |
|    | Italia (bandiera) | D     | Palamede Bandini    |
|    | Italia (bandiera) | C     | Gino Berti          |
|    | Italia (bandiera) | C     | Silvio Brioschi     |
|    | Italia (bandiera) | A     | Giordano Bussola    |
|    | Italia (bandiera) | D     | Gino Cardinali      |
|    | Italia (bandiera) | D     | Giacinto Cecconelli |
|    | Italia (bandiera) | A     | O. Censi            |
|    | Italia (bandiera) | A     | G. Chidi            |
|    | Italia (bandiera) | C     | Giuseppe Chiodi     |
|    | Italia (bandiera) | D     | Damiano Damiani     |
|    | Italia (bandiera) | C     | Spartaco Falcioni   |
|    | Italia (bandiera) | D     | Bruno Fanesi        |
|    | Italia (bandiera) | D     | Adelio Fiore        |

| N. |                   | Ruolo | Calciatore        |
| -- | ----------------- | ----- | ----------------- |
|    | Italia (bandiera) | A     | Romeo Giovagnoni  |
|    | Italia (bandiera) | A     | Carlo Mancini     |
|    | Italia (bandiera) | A     | Amleto Mattioli   |
|    | Italia (bandiera) | A     | Mario Montanari   |
|    | Italia (bandiera) | A     | Mario Pacifici    |
|    | Italia (bandiera) | A     | Antonio Perna     |
|    | Italia (bandiera) | A     | Lanfranco Ragni   |
|    | Italia (bandiera) | P     | Emilio Siena      |
|    | Italia (bandiera) | C     | Abramo Silvestri  |
|    | Italia (bandiera) | A     | S. Sisti          |
|    | Italia (bandiera) | D     | Antonio Vecchioni |
|    | Italia (bandiera) | P     | Livio Xella       |